# Clare Hall
Clare Hall est un des 31 collèges de l'université de Cambridge au Royaume-Uni. Il a été fondé en 1966.

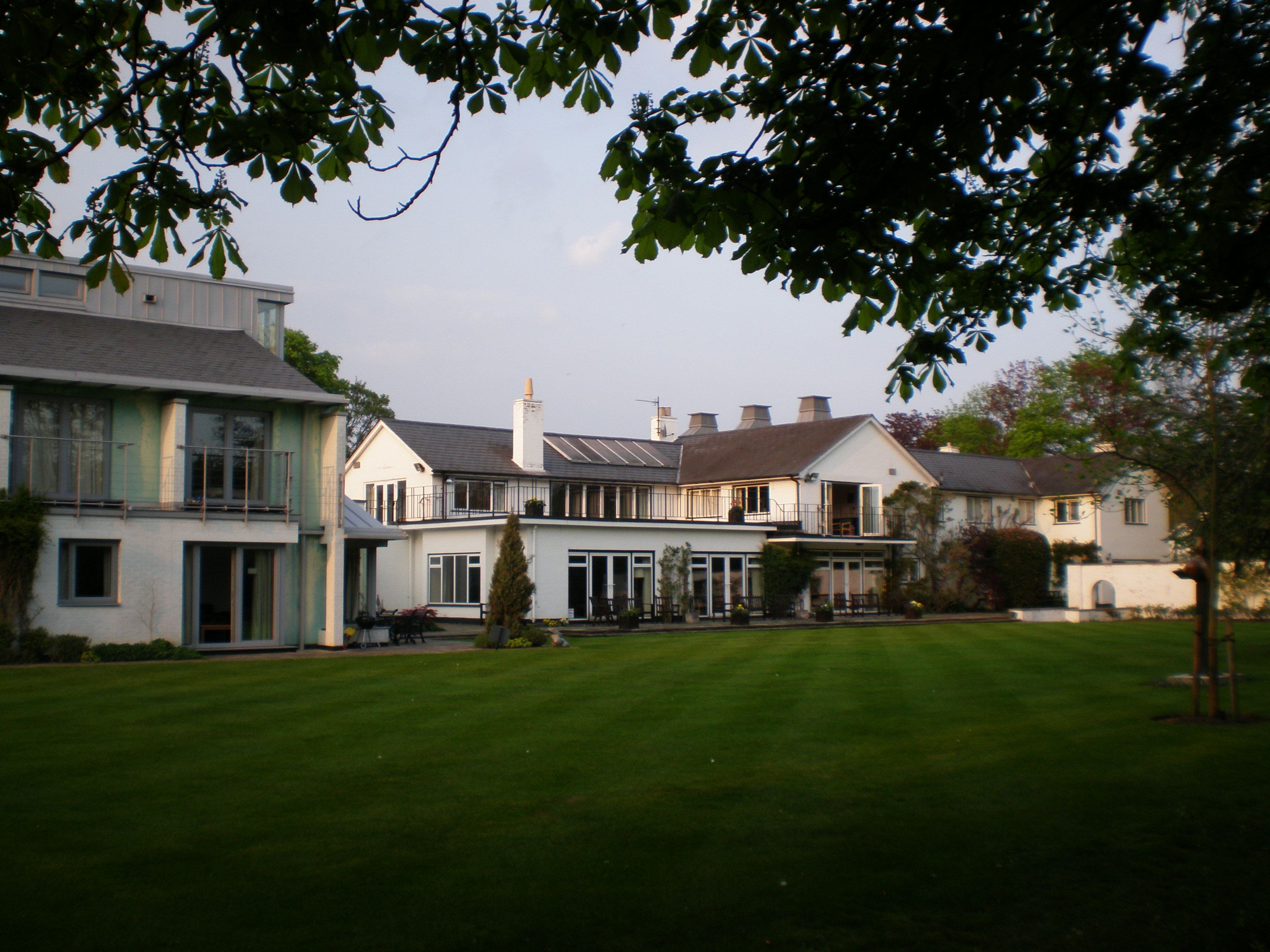
West Court, à Clare Hall.

## Personnalités liées au college
- Hannele Klemettilä, docteur en histoire médiévale finlandaise.
- John Laband, historien sud africain.
- Patricia Vinnicombe, archéologue sud-africaine.